# Amaury Ribeiro Jr.
Amaury Ribeiro Júnior (24 de maio de 1959) é um jornalista investigativo especializado inicialmente na temática dos direitos humanos.

## Trajetória
Em 1996 ganhou o Prêmio Esso de Jornalismo ao abordar o tema da Guerrilha do Araguaia junto a outros jornalistas, ajudando na descoberta de ossadas de guerrilheiros em cemitérios clandestinos e forçando o Estado Brasileiro a pagar indenização às famílias das vítimas. Em 1997, ganhou outro prêmio Esso ao desvendar uma rede de prostituição infantil, e em 1999 ainda no jornal "O Globo", junto a outros jornalistas ganhou outro prêmio Esso com reportagem sobre o Rio Centro.
Em 2007 trabalhava para o Correio Braziliense e, enquanto investigava homicídios ligados ao narcotráfico no entorno do Distrito Federal, foi baleado numa tentativa de homicídio. O suposto autor era um sobrinho em primeiro grau da prefeita de Cidade Ocidental, Sonia Melo (PSDB) e Ribeiro Jr teve de permanecer sob escolta policial. O caso teve repercussão internacional e fez com que o jornalista fosse transferido para o jornal Estado de Minas, do mesmo grupo, e passasse a se dedicar a assuntos políticos, se especializando posteriormente na temática de lavagem de dinheiro. Ribeiro Jr. foi o responsável por levantar os dados da CPI do Banestado (junto com a jornalista Sônia Filgueiras), e do caso da "Máfia dos Fiscais" no Rio de Janeiro, dentre outros.
Além dos três prêmio Esso que ganhou, foi vencedor por quatro vezes do prêmio Vladimir Herzog. Faz parte do ICIJ – Consórcio Internacional de Jornalistas Investigativos. Foi repórter especial do jornal 
O Globo e da revista Isto É, além de ter se destacado no Correio Braziliense e no Estado de Minas. Foi um dos fundadores da Abraji, entre outros.
Em 2010, o jornalista foi indiciado pela Polícia Federal pelos crimes de violação de sigilo fiscal, corrupção ativa, uso de documentos falsos e por dar ou oferecer dinheiro ou vantagem à testemunha. Amaury Ribeiro Jr. negou as acusações e afirmou que "jamais pagaria pela obtenção de dados fiscais sigilosos de qualquer cidadão". Segundo o próprio, todos os dados foram obtidos em juntas comerciais, paraísos fiscais e na CPI do Banestado, alegando a exceção de verdade. Alguns dos acusantes, como Ricardo Sérgio de Oliveira e Gregório Preciado, dentre outros, possuem ação por quebra de sigilos bancário, fiscal e telefônico na 4ª Vara Federal do Distrito Federal.
Ribeiro Jr. lançou em 9 de dezembro de 2011 o livro A Privataria Tucana, onde relata um suposto esquema de corrupção para lavagem de dinheiro público em paraísos fiscais, que foram usurpados pelo Governo Fernando Henrique Cardoso (PSDB) durante as privatizações no Brasil, tendo como principal protagonista o então ministro do Planejamento José Serra.
Em 2012, o PSDB anunciou que tomaria as medidas judiciais cabíveis contra o que qualificou como calúnias e erros verificados em sua publicação.
A Privataria Tucana foi um dos finalistas da 54ª edição do Jabuti, da Câmara Brasileira do Livro, o prêmio mais prestigiado da literatura brasileira, na categoria Reportagem.
Em fevereiro de 2013, Amaury Ribeiro Jr. e a Geração Editorial foram condenados, em primeira estância, a pagar R$ 1.000,00 ao ex-governador José Serra, a título de indenização por eventual dano moral e eleitoral pela publicação do livro A Privataria Tucana.
Contudo, em 2016, os desembargadores Paulo Alcides, José Roberto Furquim Cabella, Vito Guglielmi e Eduardo Sá Pinto Sandeville, da 6ª Câmara de Direito Privado do Tribunal de Justiça de São Paulo, negaram pedido de indenização feito pelo senador, revertendo a ação e invertendo o ônus colocado ao jornalista, determinando que José Serra arcasse os custos do processo. 

## Obras publicadas
- A Privataria Tucana (2011)
- O Lado Sujo do Futebol, escrito em parceria com Leandro Cipoloni, Luiz Carlos Azenha e Tony Chastinet (2014)[24]

## Prêmios
Prêmio Esso de Jornalismo
- Prêmio Principal: 1996[1]
- Prêmio Esso de Reportagem: 1997[2]
- Prêmio Esso de Reportagem: 1999[3]

Prêmio Jornalistico Vladimir Herzog
- Menção Honrosa: 1996[25]